# Друзь Марина Олександрівна
Марина Олександрівна Друзь (нар. 21 грудня 1982, Ленінград) — фінансистка, гравець телевізійного ігрового шоу «Що? Де? Коли?». Дочка Олександра Друзя, молодша сестра Інни Друзь.

## Біографія
Молодша дочка відомого знавця Олександра Друзя.
Закінчила Санкт-Петербурзький фізико-математичний ліцей № 239. Переможниця всеросійської Олімпіади з літератури. Навчалася в Санкт-Петербурзькому державному університеті економіки і фінансів (СПбДУЕФ), потім пішла в аспірантуру Університету Італійської Швейцарії в Лугано. У 2009 році займалася дослідженнями в області корпоративних фінансів у Гарварді. Із 2010 по 2012 рік Марина працювала в Boston Consulting Group. Із 2012 року вона працює в стратегічному відділі міжнародної корпорації Flextronics.

## Особисте життя
- Чоловік — Веніамін Моргенштерн (нар. 23 червня 1982). Весілля відбулося 6 серпня 2010 року в Пушкіно.
- Дочки — Енслі (народилася 5 травня 2014 роки)[4] і Роні (2016 рік).

## Участь в іграх "Що? Де? Коли? "
У вісім років вперше сіла за ігровий стіл на одному з фестивалів інтелектуальних ігор в Висагинасе (Литва).
У зимовій серії 2000 року вперше провела в телеклубі «Що? Де? Коли?» гру в складі команди дітей знавців і разом з Митею Єрьоміним отримала «Кришталеву сову».
У спортивному ЩДК — запасний гравець Команди Олександра Друзя, у складі якої стала в 2002 році чемпіонкою світу.